# ダイヤモンドやすり

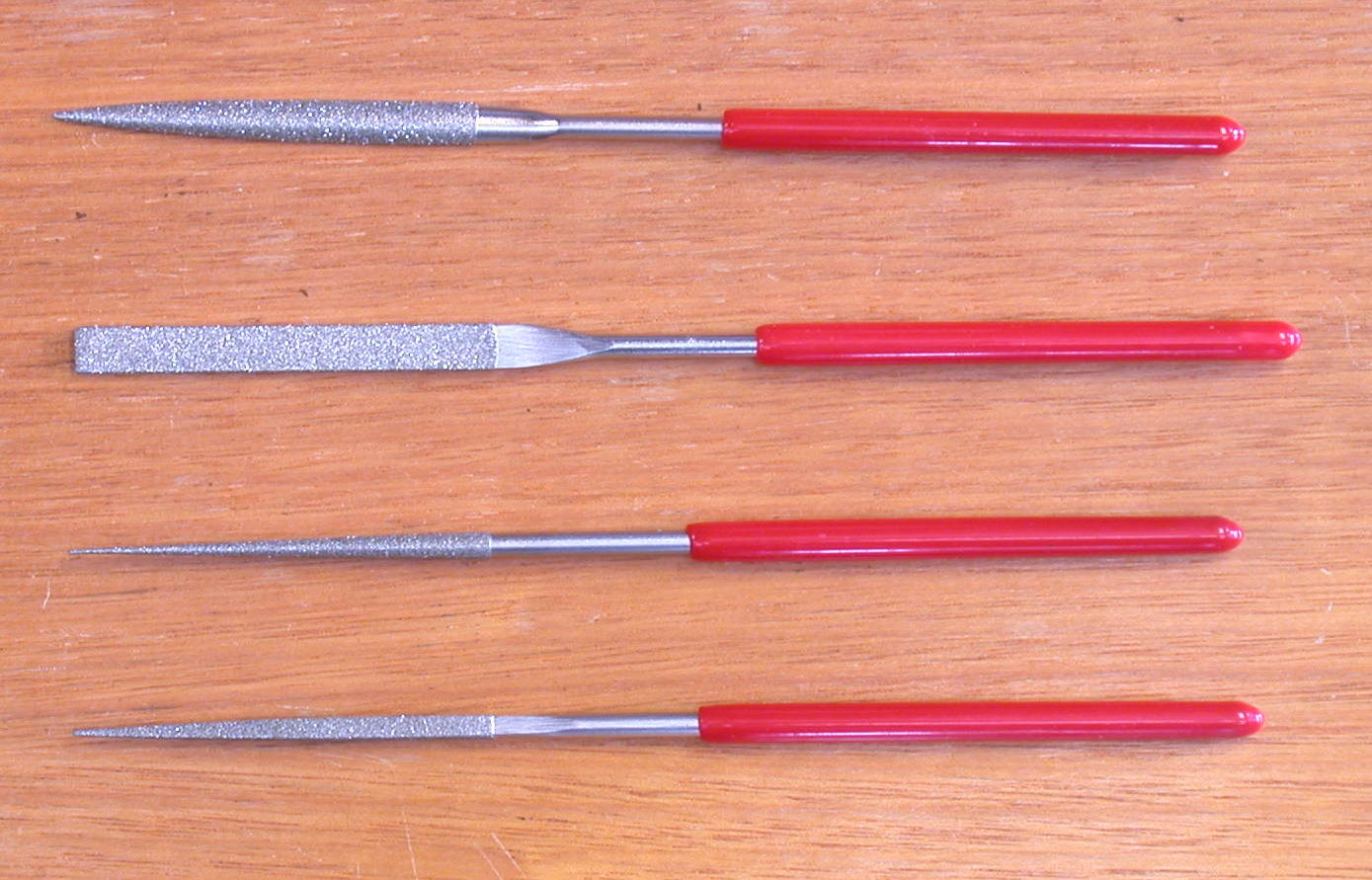
ダイヤモンドやすり

ダイヤモンドやすり（ダイヤモンド鑢、ダイヤモンドヤスリ）は特殊金属（ニッケル等）を用いたメッキ法（電着という）によりダイヤモンド、またはボラゾン（立方晶窒化ホウ素、別称CBN）砥粒をスチール製の台金（つまりヤスリの形をしたベース）に結合させたやすり。大変結合力があるので突出量を大きくでき、また表面の集中密度が高いので良好な切削性を発揮する。上記呼称を（ダイヤモンドが電着されていることを前提にして）略して「電着やすり」とも言う。通常のやすり形状のもののほか、回転砥石（ダイヤモンド、ボラゾン電着ホイール）、リューター用の軸付（棒状）の砥石等がある。

## 切削対象
ダイヤモンドやすりは以下の材質に用いる。
超硬合金、超硬合金の中間焼結材、セラミック、および中間焼結材、ガラス、炭素繊維強化プラスチック、ガラス繊維強化プラスチック、陶磁器、タイル、ゲルマニウム、シリコンダイス鋼、ねずみ鋳鉄、球状黒鉛鋳鉄、ステンレス鋼、インコネル等。
ボラゾンは、高速度鋼（SKH）、ベアリング鋼、合金工具鋼（SKS）、クロム鋼、炭素鋼の焼入れされた物等、硬度がHRC45以上の金属に使用するが、特に回転砥石、機械に取り付けて使用するディプロフィールヤスリ等、往復運動、または回転速度の速いものにボラゾン砥粒を使用する（ダイヤモンド砥粒は熱に弱く、HRC45以上の金属の切削に用いると素材に含まれる炭素や熱に反応して切削力が極端に低下する）。ただし、人力による通常のヤスリとして使用する場合はさほど熱を持たないため通常のダイヤモンドヤスリを使用してもほぼ問題はない。

## 主な製造メーカー
- 名古屋ダイヤモンド工業
- 旭ダイヤモンド工業